# Locustella naevia

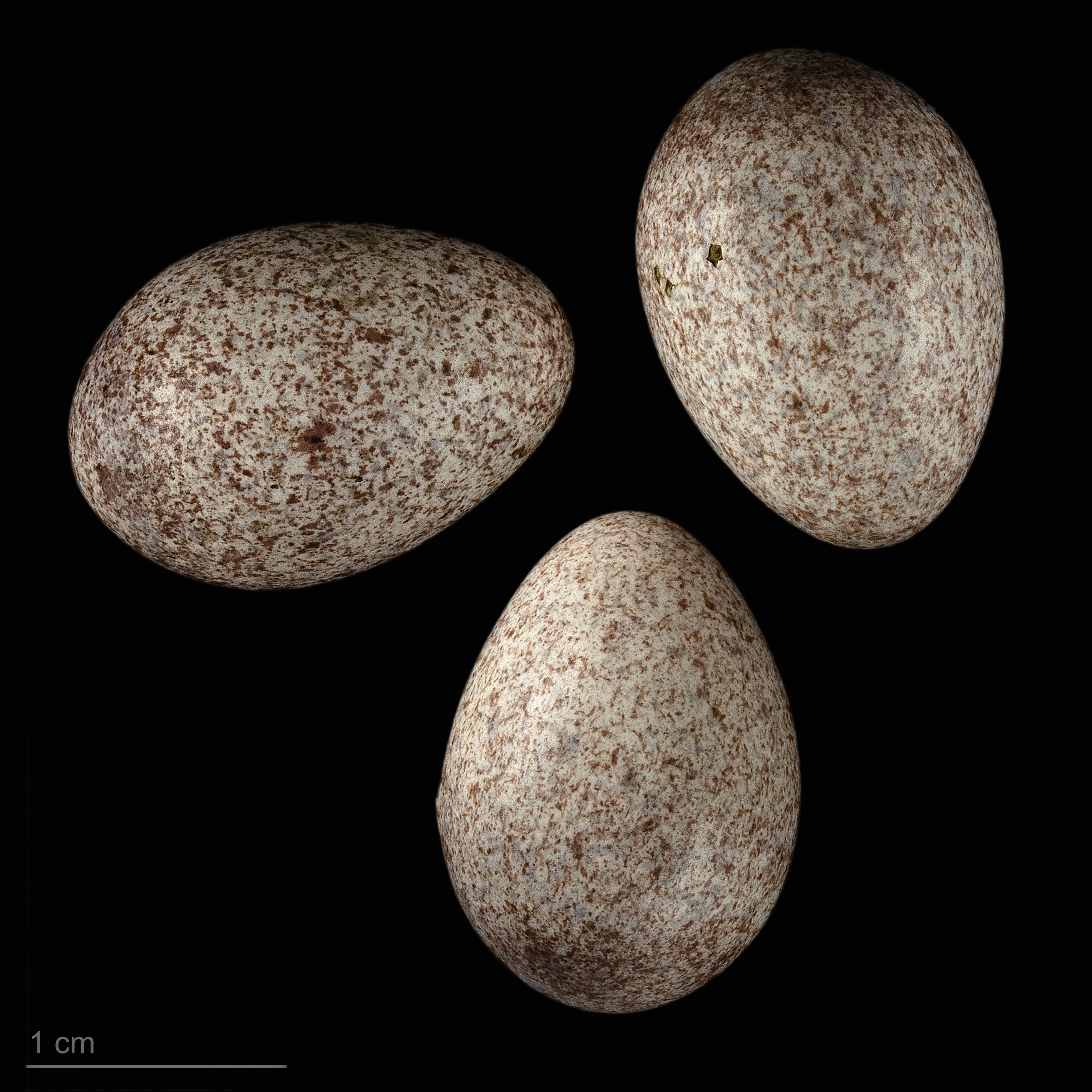
Locustella naevia - MHNT

La buscarla pintoja (Locustella naevia) es una especie de ave paseriforme de la familia Sylviidae.

## Distribución
Se distribuye por las zonas templadas del paleártico occidental, desde Irlanda y el norte de España hasta el suroeste de Siberia y Asia central. Falta en Islandia, en la mayor parte de Escandinavia y en buena parte de la Europa mediterránea. En España se distribuye casi exclusivamente por la franja cantábrica, desde el norte de La Coruña hasta la frontera con Francia.

## Hábitat
Ocupa preferentemente, y de modo continuo, los terrenos apropiados del tramo costero, siendo más escasa o desapareciendo en zonas de mayor altitud, sobre todo a partir de los 600 m s. n. m. y es muy rara en la zona orocantábrica, de influencia continental. Su principal hábitat, son las zonas abiertas dominadas por vegetación herbácea alta con matorrales poco densos y algunos arbustos.